# Sun Shaocheng

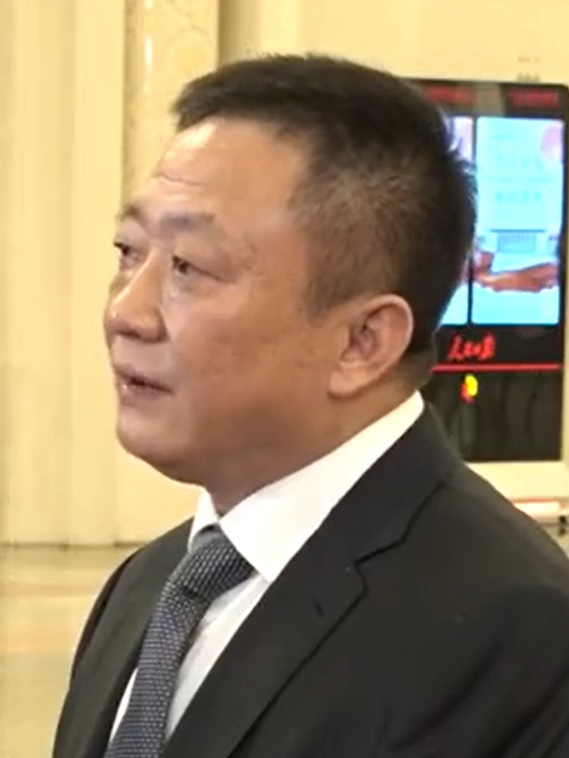
Sun Shaocheng (3. März 2019)

Sun Shaocheng (chinesisch 孙绍骋, Pinyin Sūn Shàochéng; * Juli 1960 in Haiyang, Shandong) ist ein Politiker der Kommunistischen Partei Chinas (KPCh) in der Volksrepublik China, der unter anderem zwischen 2018 und 2002 Minister für Veteranenangelegenheiten im Staatsrat der Volksrepublik China war und seit 2022 Sekretär des Parteikomitees der Autonomen Region Innere Mongolei ist.

## Leben
Sun Shaocheng, der zum Han-Volk gehört, begann nach dem Schulbesuch 1980 ein Studium an der Shandong-Universität und schloss dieses 1984 ab. Im Anschluss nahm er eine berufliche Tätigkeit auf und wurde 1986 Mitglied der Kommunistischen Partei Chinas (KPCh).  Er war etliche Jahre Mitarbeiter für die Katastrophenvorsorge im System für zivile Angelegenheiten und unter anderem Vize-Direktor der Abteilung Katastrophenhilfe sowie anschließend stellvertretender Direktor des Büros für bevorzugte Zuteilungen im Ministerium für zivile Angelegenheiten. Ein postgraduales Studium an der Universität Peking beendete er mit einem Master ab und schloss 2002 seine dortige Promotion mit einem Doktortitel ab. Nachdem er Direktor des Büros für bevorzugte Zuteilungen war, fungierte er zwischen 2009 und 2012 erstmals als Vize-Minister für zivile Angelegenheiten.
Daraufhin wurde Sun in die Provinz Shandong versetzt, wo er zwischen August 2012 und September 2014 Vize-Gouverneur war. Im September 2014 wurde er Nachfolger von Bai Yun als Leiter der Abteilung Arbeit der Einheitsfront der Provinz Shanxi und wurde als solcher auch Mitglied des Ständigen Ausschusses des Parteikomitees dieser Provinz. Daraufhin fungierte er zwischen November 2016 und Februar 2017 Vize-Gouverneur der Provinz Shanxi. Nachdem er von Februar bis Juni 2017 erneut Vize-Minister für zivile Angelegenheiten war, fungierte er zwischen Jun 2017 und März 2018 als Vize-Minister für Ländereien und Ressourcen. Auf dem 19. Parteitag der KPCh (18. bis 25. Oktober 2017) wurde er Mitglied des Zentralkomitee der Kommunistischen Partei Chinas (ZK der KPCh) und hat diese Funktion seither inne.
Am 19. März 2018 übernahm Sun Shaocheng das Amt als Minister für Veteranenangelegenheiten im Staatsrat der Volksrepublik China, ein neugeschaffenes Ministerium, das für Richtlinien und Vorschriften im Zusammenhang mit demobilisiertem Militärpersonal und damit zusammenhängenden Angelegenheiten wie deren Wiedereinstellung und Ausbildung zuständig ist. Dieses Ministeramt bekleidete er bis zum 24. Juni 2022 und wurde dann von Pei Jinjia abgelöst.
Er selbst übernahm zuvor am 30. April 2022 von Shi Taifeng die Funktion als Sekretär des Parteikomitees der Autonomen Region Innere Mongolei.